# Felix Bastians
Felix Bastians (* 9. Mai 1988 in Bochum) ist ein ehemaliger deutscher Fußballspieler.

## Vereine
Der Sohn des ehemaligen Sprinters Werner Bastians fing in der Jugend des SG Wattenscheid 09 an. Er wechselte anschließend 1997 in die des VfL Bochum. Er ging 2002 in die Jugendabteilung von Borussia Dortmund.

### Nottingham Forest (2005–2008)
Im Sommer 2004 wechselte er von der U-17-Mannschaft der Borussia nach England in die Jugendakademie von Nottingham Forest. Der ehemalige Landesmeisterpokal-Sieger stieg in der Saison 2004/05 aus der zweiten Liga ab und musste damit erstmals seit 54 Jahren in der dritten Liga antreten. Felix Bastians debütierte am 29. Oktober 2005 mit 17 Jahren bei einem 1:0-Heimsieg gegen Bradford City in der ersten Mannschaft des Vereins. Die League One 2005/06 beendete Forest als Siebter und verpasste damit die Aufstiegs-Play-offs nur um einen Platz. Zu Beginn der Spielzeit 2006/07 fand Bastians zunächst keine Berücksichtigung im Kader der ersten Mannschaft und wechselte im November 2006 auf Leihbasis zum unterklassigen Verein Northwich Victoria, wo er in seinem ersten Spiel auch sein erstes Tor erzielte. Vom 22. März bis zum 15. April 2007 absolvierte er fünf Drittligaspiele für den FC Gillingham und wurde nach seiner Rückkehr von Trainer Colin Calderwood auch bei Forest eingewechselt. Mit dem vierten Platz gelang diesmal der Einzug in die erste Play-off-Runde gegen den Fünften Yeovil Town. Nach einem 2:0-Auswärtserfolg im Hinspiel verlor Forest das Rückspiel mit 2:5 nach Verlängerung im City Ground und verpasste abermals den Aufstieg. In der Hinrunde der Saison 2007/08 folgte am 1. Oktober 2007 ein weiterer Wechsel auf Leihbasis zum Viertligisten FC Chesterfield. Bis zum 30. Dezember bestritt Bastians zwölf Ligaspiele und erzielte einen Treffer. Nach einem Monat bei Forests Stadtrivalen Notts County folgte vom 14. Februar bis zum 14. März 2008 sein sechster und letzter Wechsel auf Leihbasis zu den von Paul Ince trainierten Milton Keynes Dons. Nach einem Probetraining beim FC Schalke 04 stieg er mit Forest in die zweitklassige Football League Championship auf, unterschrieb jedoch keinen neuen Vertrag in Nottingham und wurde von dem Verein freigestellt.

### Young Boys Bern (2008–2009)
Nach mehreren Angeboten entschied er sich im Juli 2008 letztendlich für den BSC Young Boys als neuen Verein. Sein erstes Tor für den Club erzielte er am 10. August 2008 gegen Neuchâtel Xamax. Mit den Young Boys Bern erreichte Bastians das Finale des Schweizer Cup 2008/09. Felix Bastians wurde in der 60. Minute beim Stande von 2:2 für Mario Raimondi eingewechselt und verlor die Partie mit 2:3. In der Schweizer Fussballmeisterschaft 2008/09 gewann Bern hinter dem FC Zürich die Vizemeisterschaft. International agierte die Mannschaft um Seydou Doumbia, Gilles Yapi Yapo und Felix Bastians weniger erfolgreich und scheiterte in der ersten Runde des UEFA-Pokal 2008/09  mit 2:2 und 0:2 am FC Brügge.

### SC Freiburg (2009–2012)
Am 7. Juni 2009 wechselte Felix Bastians (34 Ligaspiele/1 Tor) für eine Ablösesumme von etwa 250.000 Euro zum Bundesligaaufsteiger SC Freiburg und schaffte als Vierzehnter den Klassenerhalt in der Fußball-Bundesliga 2009/10. Die Saison 2010/11 bestritt der Verein noch erfolgreicher und beendete die Spielzeit auf dem neunten Tabellenrang. Bastians bestritt diesmal neunundzwanzig Ligaspiele und blieb ohne Torerfolg. In der Saison 2011/12 geriet der SCF in große Abstiegsgefahr; die Hinrunde beendete man als Tabellenletzter. Am 23. Dezember 2011 gab der SC Freiburg aus diesem Grund bekannt, dass Bastians ein Vereinswechsel nahegelegt wurde. Bastians wurde vom Training freigestellt und hielt sich daraufhin bei seinem Heimatklub VfL Bochum fit. Ab dem 16. Januar trainierte er mit der zweiten Mannschaft.

### Hertha BSC (2012–2013)
Nachdem sich Bastians bereits Anfang Januar 2012 mit Hertha BSC auf einen Wechsel für Sommer 2012 geeinigt hatte, verständigten sich am 26. Januar 2012 Freiburg und Hertha auf einen sofortigen Wechsel des Linksverteidigers. Bastians unterschrieb einen Vertrag bis zum 30. Juni 2016. Bezüglich der Ablösesumme wurde Stillschweigen vereinbart. Mit der Hertha stieg er am Ende der Saison 2011/12 in die 2. Liga ab, schaffte jedoch in der Folgespielzeit den direkten Wiederaufstieg.

### VfL Bochum (2013–2018)
Zur Saison 2013/14 wechselte Bastians für ein Jahr auf Leihbasis zu seinem „Heimatverein“ VfL Bochum. Sein Startelf-Debüt absolvierte er am 22. November 2013 im Spiel bei Arminia Bielefeld (0:2). Zur Saison 2014/15 kehrte Bastians nach Berlin zurück, stand aber nicht im Kader der ersten Mannschaft. Am 9. Oktober 2014 lösten der Verein und Bastians den Vertrag auf. Er unterschrieb am 17. November 2014 einen vom 1. Januar bis 30. Juni 2017 gültigen Vertrag beim VfL Bochum. Am 11. September 2015 erzielte er beim Auswärtsspiel gegen den SV Sandhausen sein erstes Bundesligator für den VfL Bochum per Elfmeter. Am 9. Oktober 2017 wurde Bastians für zwei Wochen vom Verein freigestellt. Sein Vertrag beim VfL lief bis 2020.

### Tianjin Teda (2018–2020)
Am 26. Januar 2018 schloss Bastians sich dem chinesischen Erstligisten Tianjin Teda an.

### Waasland-Beveren (2021)
Mitte Januar 2021 wechselte er zum belgischen Erstdivisionär Waasland-Beveren und unterschrieb dort einen Vertrag bis Sommer 2022. Bastians bestritt 10 von 16 möglichen Ligaspielen für Waasland-Beveren sowie ein Pokalspiel. Durch die Niederlage im 2. Relegationsspiel stieg der Verein zur Saison 2021/22 in die Division 1B ab. Ende Juli 2021 beendeten Verein und Spieler den Vertrag im gegenseitigen Einvernehmen. Bastians hatte den Wunsch geäußert, näher bei seiner Familie zu sein.

### Rot-Weiss Essen (2021–2023)
Anfang September 2021 unterschrieb Bastians einen Einjahresvertrag beim Regionalligisten Rot-Weiss Essen. Mit RWE stieg er am Ende der Saison in die 3. Liga auf. Am 10. Oktober 2023 wurde Bastians als Kapitän mit sofortiger Wirkung vom Trainings- und Spielbetrieb freigestellt und sein Vertrag am 9. November 2023 vorzeitig aufgelöst.
Im Dezember 2023 beendete er seine Karriere.

## Nationalmannschaft
Im August 2009 wurde Bastians von U-21-Bundestrainer Rainer Adrion erstmals in das Aufgebot der DFB-Auswahl berufen. Am 11. August 2009 gab er beim Spiel gegen die U-21-Mannschaft der Türkei sein Debüt. Sein neuntes und letztes Länderspiel absolvierte er am 2. März 2010 bei einem 2:2 gegen Island.